# اتحاد فيتنام لكرة القدم
تأسس اتحاد فيتنام لكرة القدم (بالفيتنامية: Liên đoàn Bóng đá Việt Nam)‏ في عام 1962 وانضم إلى الاتحاد الدولي لكرة القدم في 1964 ثم انضم إلى الاتحاد الآسيوي لكرة القدم في 1964.